# مبادرة بالعربي
مبادرة بالعربي هي مبادرة لترجمة مليون مصطلح طبي، وعلمي، هدفها إدخال محتوى علمي باللغة العربية، إلى موسوعة ويكيبيديا، على غرار اللغات الأخرى هذا وبدأت الخطوة الأولى للحملة بألف مصطلح طبي و علمي، بهدف الوصول مستقبلاً إلى مليون مصطلح. وتتلخص الفكرة بأن يقوم الطلبة المتطوعون باختيار ما يشاؤون من مصطلحات علمية تم تدوينها وتعليقها على حائط مجمع الطبية، ثم ترجمتها بعد شطبها على الحائط، ليصار بعد ذلك إضافتها على الموسوعة، لتكون مرجع بالعربية للمصطلحات العلمية.